# Il passo sospeso della cicogna
Il passo sospeso della cicogna (To meteoro vima tou pelargou) è un film del 1991 diretto da Theodoros Angelopoulos.
Fu presentato in concorso al 44º Festival di Cannes.

## Trama
Un giornalista, giunto in un villaggio greco al confine con l'Albania, crede di scorgere in un uomo che vive coltivando patate un importante uomo politico scomparso anni prima in circostanze misteriose. Interessatosi al caso, egli arriva a rintracciare la moglie dell'uomo politico scomparso.